# Ophiomyia pulicarioides
Ophiomyia pulicarioides este o specie de muște din genul Ophiomyia, familia Agromyzidae, descrisă de Gabriel Strobl în anul 1900.
Este endemică în Spania. Conform Catalogue of Life specia Ophiomyia pulicarioides nu are subspecii cunoscute.